# (15329) Sabena
(15329) Sabena ist ein Asteroid des Hauptgürtels, der am 17. September 1993 vom belgischen Astronomen Eric Walter Elst an der Europäischen Südsternwarte entdeckt wurde.
Benannt wurde er am 26. Mai 2002 zu Ehren des Personals der staatlichen belgischen Fluggesellschaft Sabena, die 2001 auf Grund finanzieller Probleme den Betrieb einstellen musste.